# اندژی زیمچاک

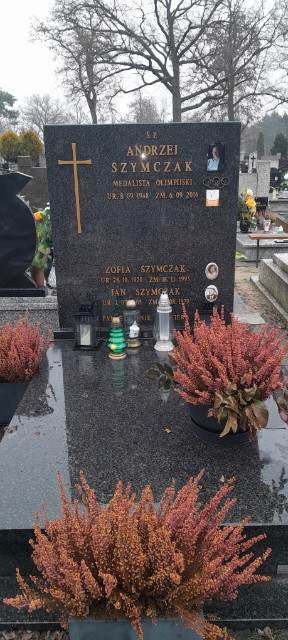
نمایی از سنگ‌مزار اندژی زیمچاک - ۲۰۲۳

اندژی زیمچاک (انگلیسی: Andrzej Szymczak; ۸ سپتامبر ۱۹۴۸ – ۶ سپتامبر ۲۰۱۶) بازیکن هندبال اهل لهستان بود.